# Maison de Blacas
 (février 2020).
Si vous disposez d'ouvrages ou d'articles de référence ou si vous connaissez des sites web de qualité traitant du thème abordé ici, merci de compléter l'article en donnant les références utiles à sa vérifiabilité et en les liant à la section « Notes et références ».
Cette page explique l’histoire ou répertorie les différents membres de la famille de Blacas.
La  maison de Blacas est une famille subsistante de la noblesse française, originaire de Provence.

## Généralités
Les Blacas possédaient notamment les châteaux de Vérignon et d'Aups ainsi que de nombreux autres domaines dans l'actuel canton aupsois. À cette famille, appartient Pierre de Blacas d'Aulps.
Le premier Blacas, Pierre d'Aulps, né vers 1060, appartenant à la tige de la maison des Baux, participa à la première croisade (1095-1099) et fut prince de Césarée.
Son arrière-arrière-petit-fils Blacas III de Blacas, surnommé le Grand Guerrier, né vers 1180 et décédé en 1235, marié à Laure de Castellane, fut aussi bon soldat qu'excellent troubadour. Il se distingua parmi les plus vaillants chevaliers de la cour du comte Raimond Bérenger IV de Provence.
Son fils Boniface de Blacas, né vers 1225, lui succéda et épousa Ayceline de Moustiers (née vers 1230). De cette union naquit Blacasset qui accompagna Charles Ier d'Anjou à Naples. Son nom fut immortalisé par Frédéric Mistral qui lui attribua la pose de la chaîne qui relie les deux rochers de Moustiers-Sainte-Marie. Capturé par les infidèles, Blacasset avait fait le vœu, s'il était libre, de tendre cette chaîne et d'y suspendre l'étoile à seize branches, emblème de sa famille.
Seigneurs de la ville d'Aups, la famille a longtemps combattu avec la commune dans un procès qui dura de 1346 à 1712. La ville d'Aups eut gain de cause après avoir gagné ce procès pour dépendre juridiquement du roi de France.
Par ordonnance du 17 août 1815, Pierre Louis Jean Casimir de Blacas est fait Pair de France héréditaire. Par une autre ordonnance du 31 août 1817, il est fait comte-pair héréditaire. Des lettres patentes du 11 septembre 1824 le font duc-pair héréditaire.
La Maison de Blacas a été admise en 1950 à l'Association d'entraide de la noblesse française, en la personne du 6e duc de Blacas.

## Liste des ducs de Blacas
- Pierre Louis Jean Casimir de Blacas d'Aulps, comte et 1er duc de Blacas, 1er prince de Blacas (1771-1839) ;
- Louis de Blacas d'Aulps, 2e duc de Blacas, 2e prince de Blacas (1815–1866), son fils ;
- Louis Casimir de Blacas d'Aulps, 3e duc de Blacas, 3e prince de Blacas (1847-1866), son fils ;
- Pierre de Blacas d'Aulps, 4e duc de Blacas, 4e prince de Blacas (1853-1937), son frère ;
- Stanislas de Blacas d'Aulps, 5e duc de Blacas, 5e prince de Blacas (1885-1941), son fils ;
- Pierre de Blacas d'Aulps de La Baume-Pluvinel, 6e duc de Blacas, 6e prince de Blacas (1913-1997), son fils ;
- Casimir de Blacas d'Aulps, 7e duc de Blacas, 7e prince de Blacas (1943), son fils.

## Alliances
Les principales alliances de la maison de Blacas sont : du Bouchet de Sourches, de Pérusse des Cars, de Damas, Hurault de Vibraye, de Durfort-Civrac de Lorge, de Sayn-Wittgenstein-Sayn (1870), de La Trémoille, de Blacas d'Aulps (1942), de Forton (1974), de Limbourg Stirum (2005).

## Propriétés de famille
- Château d'Ussé, commune de Rigny-Ussé (Indre et Loire)